# JTCコーポレーション
JTCコーポレーション（以前はジュロン・タウン・コーポレーション）はシンガポールの工業、商業地区の開発、管理を主に行う法定機関。2000年11月15日にジュロン・タウン・コーポレーションからJTCコーポレーションへと名称を変更した。

## 歴史
JTCコーポレーションは1968年6月1日に工業地帯の開発を目的として設立された。設立後3年に当時はまだマングローブが広がるジュロンの沼地をジュロン工業地帯（工業地域、居住地域、公園含む）へと開発した。
設立後40年以上、ビジネスパークや工業地域、バイオポリスやフュージョノポリスといった研究地域、海上交通のハブであるジュロン港などを提供することでシンガポールの経済を支えてきた。また居住区としても栄えるようになり、南東部が主であったシンガポールに南西部でも大きな経済圏をもたらすに至った。

## ビジネスパーク・工業地帯
JTCコーポレーションが管理する代表的なビジネスパークと工業地帯。すべてのビジネスパークと工業地帯は公式サイトを参照。現在NTUの付近にJID（Jurong Innovation District）という開発地区を2022年までに立ち上げる計画を発表している。
- チャンギ・ビジネスパーク（英語版）
- インターナショナル・ビジネスパーク（英語版）
- ジュロン島
- ワン・ノース（英語版）
- セレター・エアロスペース・パーク（英語版）
- トゥアス・バイオメディカル・パーク（英語版）
- クリーンテック・パーク（英語版）

## 庭園
- ジュロン・ヒル公園
- 裕華園（英語版）（チャイニーズ・ガーデン）
- 星和園（ジャパニーズ・ガーデン）